# J.Y. Park
Park Jin-young (en hangul, 박진영; en hanja, 朴軫永; romanización revisada, Bak Jin-yeong; McCune-Reischauer, Pak Chinyŏng), conocido como J.Y. Park, The Asiansoul o por las iniciales JYP, es un cantautor, productor discográfico y juez de reality shows surcoreano. Park rozó el estrellato con el lanzamiento de su álbum debut, Blue City (1994). En 1997, se convirtió en fundador de su sello JYP Entertainment. Como jefe de la compañía, ha dirigido a varios artistas exitosos de K-pop.

## Carrera
Park nació en Seúl. Se graduó de la secundaria Baemyung y obtuvo su título de grado en geología en la Universidad Yonsei.
En 1992, Park debutó como un grupo llamado 'Park Jin-Young and the New Generation', pero no tuvo éxito. En 1994,  debutó como cantante solista con el álbum Blue City que incluyó la canción "Don't Leave Me", que fue exitoso.
Park ha lanzado muchos álbumes. Siguió Blue City con su segundo álbum Tantara en 1995. Su tercer álbum Summer Jingle Bell salió en 1997 y presentó la canción "She Was Pretty". Su cuarto álbum Even After 10 Years (1998) presentó "Honey", su sexto álbum Game (2001) incluyó "Swing Baby", y su séptimo álbum Back To Stage (2007) incluyó la canción "Kiss". En 2013 lanzó un álbum llamado "White in Snow". Mientras mantiene su estatus como artista exitoso, ha compuesto y producido más de 31 sencillos y 25 álbumes para varios actos musicales en Corea del Sur que incluyen al grupo g.o.d, al cantante y actor Rain y al grupo femenino Wonder Girls.
En 2004, ParK se aventuró en la industria musical de EE. UU., convirtiéndose en el primer productor asiático en cruzar exitosamente a los EE. UU., produciendo música para artistas de Bad Boy Records cómo Will Smith, Mase , Kanye West , Sean Combs , Jennifer Lopez , Cassie.

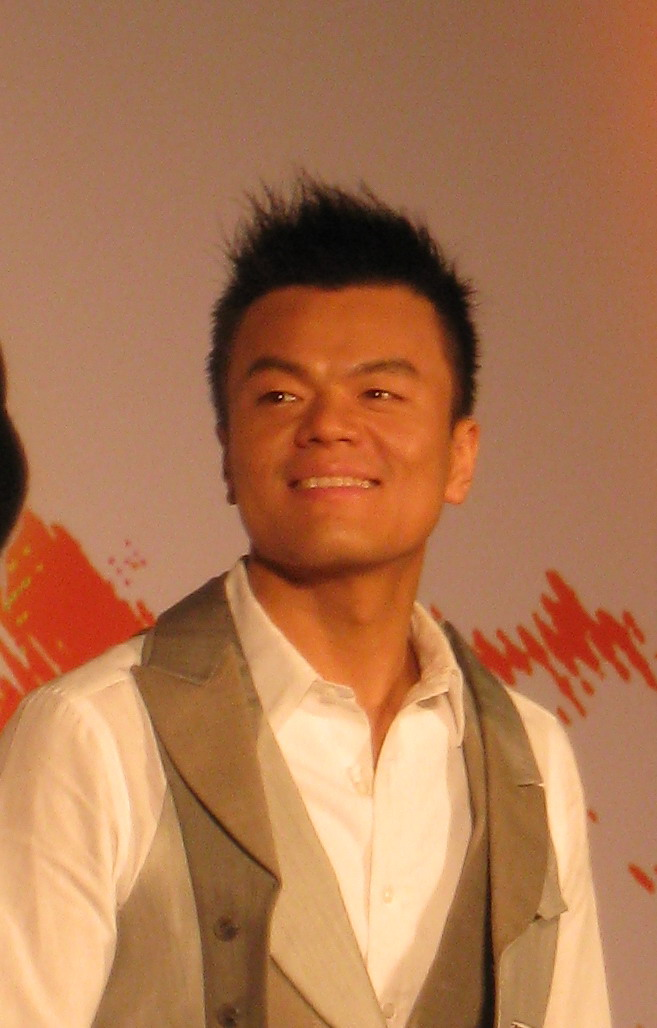

En mayo del 2008, Park colaboró con Jackie Chan para formar el proyecto "I Love Asia", incitado por la tragedia del terremoto en China. Park produjo la canción 'Smile Again', junto con Chan y el director coreano Kang Je-gyu para recaudar fondos para Sichuan. La canción incluyó una variedad de estrellas coreanas, incluyendo varios actores y cantantes, así como la patinadora coreana Kim Yuna. El vídeo musical fue lanzado en la página de Youtube de JYP Entertainment el 30 de junio.
En octubre del 2009, Park se volvió el primer compositor coreano , junto con RAINSTONE en entrar a la lista de los Billboard Hot 100 con la canción "Nobody" de Wonder Girls que debutó en el puesto 76.
El 3 de diciembre de 2009, Park lanzó su sencillo, No Love No More. El 22 de abril de 2011, Park colaboró con Ga-In de Brown Eyed Girls lanzando el dueto titulado "Someone Else". La canción se posicionó en el número dos del Gaon Digital Chart y vendió más de 1 millón de copias. Este fue el primer sencillo que Park lanzó en aproximadamente dos años. Park continuó su éxito con "Someone Else" lanzando el sencillo titulado "You're the One" el 28 de abril del 2012. La canción se posicionó en el número tres y vendió más de 1.5 millones de copias.
En 2015, Park lanzó la canción "Who's Your Mama?", junto a Jessi de Lucky J. La canción se convirtió en un éxito, desplazando a las colegas del mismo sello discográfico, miss A, del primer puesto en las listas coreanas. Más tarde ese año,  participó en el Yeongdong Expressway Music Festival del programa Infinite Challenge, formando un dúo llamado Dancing Genome con el comediante Yoo Jae-suk y lanzando la canción 'I'm So Sexy'.
En 2016, Park lanzó en sencillo titulado 'Still Alive'. Durante el mismo periodo,  apareció en el especial de Conan O'Brien 'Conan in Korea', grabando una canción con Conan O'Brien, Steven Yeun y Parque Ji-min titulada 'Fire', con integrantes de Wonder Girls y TWICE apareciendo en el vídeo musical. La canción fue lanzada en el canal de Youtube de Conan O'Brien el 9 de abril. Park también apareció en el programa de variedad Sister's Slam Dunk en 2016, produciendo la canción del reparto titulada 'Shut up'. La canción inesperadamente consiguió un 'all-kill' en tiempo real luego de su lanzamiento. El 22 de septiembre de 2016 fue reportado que JYP produciría la canción de la agrupación I.O.I para su álbum final anterior a su disolución. La canción, titulada "Very Very Very" fue lanzada el 16 de octubre de 2016. Consiguió éxito comercial tras su lanzamiento, obteniendo un perfecto 'all-kill' en las listas coreanas y encabezando el Gaon Digital Chart.

### Demanda por plagio
El 10 de febrero de 2011, el compositor Kim Sin-il presentó una demanda contra JYP reclamando que "Someday", cantada por IU y compuesta por Park, era un plagio de la canción de Kim "To My Man". Kim alegó que los principios de las dos canciones, incluyendo los acordes de jazz, son casi idénticos y demandó a Park por  ₩110 millones (wones). Park negó las alegaciones, y no se llegó a ningún acuerdo después de varias audiencias en el tribunal. El 10 de febrero de 2012, la Corte del Distrito Central de Seúl resolvió que "Someday" fue plagio de la canción de Kim, y ordenó a Park pagar ₩21.67 millones (wones) en daños a Kim. Park apeló el fallo, pero el 24 de enero de 2013, el Tribunal Supremo de Seúl falló en contra de Park y le ordenó pagar ₩56.93 millones (wones) a Kim.

### Actuación
A inicios del 2011, JYP hizo su debut como actor en Dream High, recibiendo una nominación a Actor Nuevo del Año en los Baek Sang Arts Awards. En enero del 2012 fue visto en la secuela de Dream High llamada Dream High 2.

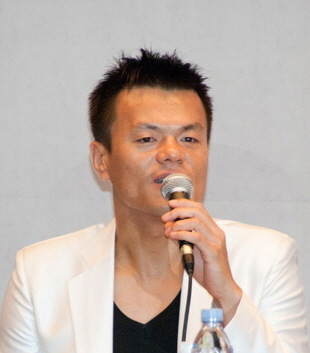
J.Y. Park el 10 de agosto de 2010.

En 2011, Park hizo su debut en el cine como Choi Young In, un hombre en una misión para entregar 5 millones de dólares, en A Millionaire on the Run con Jo Sung-ha y Min Hyo-rin. La película fue estrenada el 19 de julio de 2012.

## Vida personal
En 1999, Park Jin-young se casó con Seo Yoon-jeong. En marzo de 2009, anunciaron su divorcio. El 10 de octubre de 2013, se casó con una mujer fuera del espectáculo quién es 9 años menor que él. 
También se sabe que tiene dos hijas.
Park es capaz de hablar inglés y Japonés, evidenciado por las varias entrevistas que ha conducido en los Estados Unidos y Japón.

## Discografía
Álbumes de estudio
- 1994: Blue City
- 1995: Tantara
- 1997: Summer Jingle Bell
- 1998: Even After 10 Years
- 1998: Kiss Me
- 2001: Game
- 2007: Back To Stage

EP
- 2009: Sad Freedom
- 2012: Spring - 5 Songs for 1 New Love
- 2013: Halftime
- 2015: 24/34
- 2016: Still Alive

Sencillos
- 2017: Blue & Red
- 2019: Fever[32]

## Filmografía

### Películas
| Año  | Título                  | Rol           | Notas            |
| ---- | ----------------------- | ------------- | ---------------- |
| 2012 | The Wonder Girls Movie  | Él mismo      | Papel secundario |
| 2012 | Five Million Dollar Man | Choi Young-in | Papel principal  |
| 2013 | Queen of the Night      | Locksmith     | Cameo            |

### Series de televisión
| Año       | Título                 | Función      | Red         | Notas                       |
| --------- | ---------------------- | ------------ | ----------- | --------------------------- |
| 2011      | Dream High             | Yang Jin-man | KBS2        | Papel secundario            |
| 2011-2012 | K-pop Star Temporada 1 | Él mismo     | SBS         | Juez para JYP Entertainment |
| 2012      | Dream High 2           | Yang Jin-man | KBS2        | Papel secundario            |
| 2012-2013 | K-pop Star Temporada 2 | Él mismo     | SBS         | Juez para JYP Entertainment |
| 2013-2014 | K-pop Star Temporada 3 | Él mismo     | SBS         | Juez para JYP Entertainment |
| 2014-2015 | K-pop Star Temporada 4 | Él mismo     | SBS         | Juez para JYP Entertainment |
| 2014      | Roommate               | Él mismo     | SBS         | Episodios 32-33             |
| 2015      | Dream Knight           | The Moon     | Naver       | Cameo                       |
| 2015      | The Producers          | Él mismo     | KBS2        | Cameo, episodios 3-4        |
| 2015      | Sixteen                | Él mismo     | Mnet        | Juez                        |
| 2015-2016 | K-pop Star Temporada 5 | Él mismo     | SBS         | Juez para JYP Entertainment |
| 2016      | Weekly Idol            | Él mismo     | MBC Every 1 | Episodios 247-248           |
| 2016      | Sister's Slam Dunk     | Él mismo     | KBS2        | Invitado                    |
| 2016-2017 | K-pop Star Temporada 6 | Él mismo     | SBS         | Juez para JYP Entertainment |
| 2017      | Party People           | Presentador  | SBS         |                             |
| 2017      | Stray Kids             | Él mismo     | SBS         | Juez para JYP Entertainment |

### Programas de variedades
| Año  | Programa             | Cadena | Notas              |
| ---- | -------------------- | ------ | ------------------ |
| 2012 | Running Man          | SBS    | invitado, Ep. 92   |
| 2016 | I Can See Your Voice | Mnet   | Ep. #1 - invitado  |
| 2017 | Life Bar             | tvN    | Ep. #47 - invitado |

## Premios
- 2001: 3º. Mnet Korean Music Festival: Mejor interpretación R&B para "I Have A Girlfriend"[33]
- 2009: 11º. Mnet Asian Music Awards: Mejor Compositor Asiático por "Nobody"[34]
- 2012: Mnet 20s Choice Awards: 20s Do Don't[35]
- 2015: Mnet Asian Music Awards: Mejor artista masculino y Mejor Productor[36]
- 2016: Golden Disk Awards: Digital Bonsang